# Gaotai
För andra betydelser, se Gaotai (olika betydelser).
Gaotai, tidigare stavat Kaotai, är ett härad i Zhangyes stad på prefekturnivå i provinsen Gansu i nordvästra Kina.
Gaotai är indelat i nio köpingar (zhen):
- Chengguan (城关镇)
- Heiquan (黑泉镇)
- Heli (合黎镇)
- Luocheng (罗城镇)
- Luotuocheng (骆驼城镇)
- Nanhua (南华镇)
- Xiangdao (巷道镇)
- Xinba (新坝镇)
- Xuanhua (宣化镇)